# Конституційний суд Боснії і Герцеговини
Конституційний суд Боснії і Герцеговини (босн. і хорв. Ustavni sud Bosne i Hercegovine, серб. Уставни суд Босне и Херцеговине) — спеціалізований вищий орган конституційного контролю в Боснії і Герцеговині. Є вищою інстанцією по відношенню до всіх інших судів, оскільки має право переглядати їхні рішення, якщо ті суперечать Конституції.

## Історія
Конституційний суд Боснії і Герцеговини вперше був створений 15 лютого 1964 року відповідно до Конституції СФРЮ 1963 року. Нарівні з ним також існував федеральний Конституційний суд Югославії.
Діяльність суду полягала, головним чином, в здійсненні абстрактного нормоконтролю на рівні республіки (суб'єкта федерації). Він приймав рішення щодо відповідності законів республіки Конституції, а також перевіряв конституційність і законність інших правових актів. Також суд був покликаний вирішувати спори між республікою і іншими політико-територіальними одиницями в складі федерації, зокрема конфлікти юрисдикції між судами та іншими органами політико-територіальних одиниць.
Після розпаду Югославії і війни роль і компетенція Конституційного суду була переглянута в Дейтонських угодах (Додаток IV — Конституція Боснії і Герцеговини, Стаття VI).

## Склад
Конституційний суд формується за участю парламентів державних утворень Боснії і Герцеговини та міжнародної спільноти. Він складається з дев'яти членів. З них чотири члени обираються Парламентом Федерації Боснії і Герцеговини і два — Народною Скупщиною Республіки Сербської. Решта три члени призначаються Головою Європейського суду з прав людини після проведення відповідних консультацій з Президією Боснії і Герцеговини. При цьому вони не можуть бути з числа громадян Боснії і Герцеговини чи межуючих з нею сусідніх держав.
Перший склад суддів діяв протягом п'яти років, наступні судді здійснюють свої повноваження довічно і йдуть у відставку по досягненню 70 років.

### Голови суду
Голови періоду входження Боснії і Герцеговини до складу СФРЮ (1964—1992 рр.)
- 1964—1971 — Слободан Мар'янович[1]
- 1971—1979 — Богомир Брайкович
- 1980—1984 — Джюро Векич
- 1984—1986 — Славойка Тодорович
- 1988—1989 — Перо Кріян
- 1990—1992 — Касім Трнка

Голови періоду незалежності Боснії та Герцеговини (з 1992 року)
- 1992—1997 — Ісмет Даутбашич

У 1997 році Конституційний суд Боснії і Герцеговини був реформований на основі Дейтонської угоди.
- 1997—1999 — Мірко Зовко
- 1999—2001 — Касім Бегич
- 2001—2002 — Снежана Савич
- 2003—2006 — Мато Тадич
- 2006—2008 — Хатіджа Хаджиосманович
- 2008—2009 — Сеада Палаврич
- 2009—2012 — Мідраг Сімович
- 2012—2015 — Валерія Галич
- 2015—2018 — Мірсад Чемала[2]
- з 2018 — Златко Кнежевич[3]

## Юрисдикція
Основним завданням Конституційного суду є захист конституції і перевірка на відповідність їй різних правових актів.
Конституційний суд має виключну юрисдикцію щодо вирішення будь-яких спорів, що виникли між складовими частинами Боснії і Герцеговини (ентитетами), а також між безпосередньо самою державою та її складовими частинами, в тому числі між різними органами і установами Боснії і Герцеговини, якщо такий спір зачіпає положення конституції. Суд націлений, в першу чергу, стежити за діяльністю складових частин Боснії та Герцеговини, щоб вони при прийнятті різних рішень на місцевому рівні не виходили за рамки Конституції. Особливо перевіряється зовнішня політика ентитетів Боснії і Герцеговини при встановленні різних відносин з будь-якою суверенною державою (конституція це дозволяє), щоб такі зв'язки не порушували суверенітет і територіальну цілісність країни.
У Конституційного суду також існує своєрідне повноваження. У разі, якщо Палата народів Парламентської Асамблеї Боснії і Герцеговини при вирішенні певного питання, що зачіпає важливі інтереси держави зайшла в глухий кут і не може відповідним чином проголосувати, з огляду на те, що будь-яка з народностей скористалася правом вето — це означає, що вирішення питання заблоковано. Тоді в цьому випадку Конституційний суд може самостійно розглянути дану ситуацію і винести остаточне рішення відповідно до думки більшості делегатів Палати народів.

### Апеляційна інстанція
Конституційний суд має право в апеляційному порядку переглядати рішення будь-яких інших судів Боснії і Герцеговини, якщо вони будь-яким чином стосуються положень Конституції. Виходить, що він є для них вищою судовою інстанцією. При перегляді справ, він або сам заново розглядає питання по суті і приймає остаточне рішення, або просто скасовує оскаржуване рішення і направляє його назад в суд, який цю справу виніс для відновлення судового розгляду. Суд, рішення якого було скасовано зобов'язаний прийняти інше рішення відповідно до юридичного висновку Конституційного суду.
Заявники, які вважають, що вирок чи інше рішення будь-якого суду порушують їх права і свободи, мають право подати апеляцію тільки після того, як всі засоби правового захисту були вичерпані і, якщо питання ніяким іншим чином, крім як звернення до Конституційного суду, вирішене бути не може.
Якщо рішення будь-якого суду засноване на законі, який суперечить конституції, Європейській конвенції про захист прав людини і основних свобод та її протоколам, іншим законам Боснії і Герцеговини, в тому числі існуючої загальної норми міжнародного публічного права та її сфери дії, то Конституційний суд може беззастережно визнати таке рішення недійсним.

### Рішення
Рішення Конституційного суду є остаточними, обов'язковими у виконанні для всіх сторін і оскарженню не підлягають. Разом з тим забезпечення виконання рішень суду на практиці наштовхується на серйозні труднощі. Це пов'язано, перш за все, з тим, що єдині федеральні органи Боснії і Герцеговини не володіють такою істотною владою і не можуть вплинути на державні органи ентитетів, які не бажають виконувати певні рішення Конституційного суду на шкоду своїм національним інтересам.